# Jimmy Cunliffe
James Nathaniel Cunliffe (sinh ngày 5 tháng 7 năm 1912  –  tháng 11 năm 1986)  là một cầu thủ bóng đá người Anh thi đấu ở vị trí Tiền đạo tầm xa. Cunliffe chơi bóng cho Everton từ 1933 đến 1939, có 174 lần ra sân ở Football League. Cunliffe cũng có 1 lần ra sân cho đội tuyển quốc gia đội tuyển quốc gia Anh năm 1936.